# Mijoska
Mijoska (izvirno srbsko Мијоска) je naselje v Srbiji, ki upravno spada pod Občino Prijepolje; slednja pa je del Zlatiborskega upravnega okraja.

## Demografija
V naselju, katerega izvirno (srbsko-cirilično) ime je Мијоска, živi 531 polnoletnih prebivalcev, pri čemer je njihova povprečna starost 32,7 let (32,6 pri moških in 32,8 pri ženskah). Naselje ima 184 gospodinjstev, pri čemer je povprečno število članov na gospodinjstvo 4,08.
Prebivalstvo je večinoma nehomogeno.
|  |

| Demografija | Demografija     | Demografija     |
| Leto        | Št. prebivalcev | Št. prebivalcev |
| ----------- | --------------- | --------------- |
|             |                 |                 |
|             |                 |                 |
|             |                 |                 |
|             |                 |                 |
| 1948        | 178             |                 |
| 1953        | 228             |                 |
| 1961        | 300             |                 |
| 1971        | 586             |                 |
| 1981        | 866             |                 |
| 1991        | 622             | 618             |
| 2002        | 809             | 750             |
|             |                 |                 |

| Etnična sestava po popisu iz leta 2002 | Etnična sestava po popisu iz leta 2002 | Etnična sestava po popisu iz leta 2002 | Etnična sestava po popisu iz leta 2002 | Etnična sestava po popisu iz leta 2002 |
| -------------------------------------- | -------------------------------------- | -------------------------------------- | -------------------------------------- | -------------------------------------- |
| Srbi                                   | Srbi                                   |                                        | 477                                    | 63,6%                                  |
| Bošnjaki                               | Bošnjaki                               |                                        | 195                                    | 26,0%                                  |
| Muslimani                              | Muslimani                              |                                        | 60                                     | 8,0%                                   |
| Črnogorci                              | Črnogorci                              |                                        | 7                                      | 0,93%                                  |
| Rusi                                   | Rusi                                   |                                        | 1                                      | 0,13%                                  |
| Neznano                                | Neznano                                |                                        | 0                                      | 0,0%                                   |